# Dystrofez
Dystrofez (Dystrophaeus viaemalae) – zauropod z rodziny diplodoków (Diplodocidae); jego nazwa oznacza "prymitywny staw".
Żył w epoce późnej jury (ok. 154-151 mln lat temu) na terenach Ameryki Północnej. Długość ciała ok. 16 m, wysokość ok. 4,5 m, masa ok. 15 t. Jego szczątki znaleziono w USA (w stanie Utah).
Był jednym z pierwszych jurajskich zauropodów, którego szczątki znaleziono na terenie Ameryki Północnej.